# خورخه دیاز
خورخه دیاز (انگلیسی: Jorge Díaz؛ زادهٔ ۲۸ ژوئن ۱۹۸۹) بازیکن فوتبال اهل اروگوئه است که و در پست وینگر برای پانتولیکوس در سوپر لیگ فوتبال یونان در سمت کاپیتان بازی می‌کند.